# Biblioteca Regenstein
La Biblioteca Joseph Regenstein  es la biblioteca principal de la Universidad de Chicago, y lleva el nombre del industrial y filántropo Joseph Regenstein. Alberga cerca de 7.9 millones de volúmenes, es una de las más grandes colecciones de libros del mundo, y se caracteriza por su arquitectura brutalista, y recientemente vanguardista, con la "Biblioteca Galáctica".